# Loxosporopsis
Loxosporopsis is een monotypisch geslacht van korstmossen dat behoort tot de orde Lecanorales van de ascomyceten. Het bevat alleen Loxosporopsis corallifera.